# Saison 2017 de l'équipe cycliste SEG Racing Academy
La saison 2017 de l'équipe cycliste SEG Racing Academy est la troisième de cette équipe.

## Préparation de la saison 2017

### Arrivées et départs
| Arrivées           | Équipe 2016               |
| ------------------ | ------------------------- |
| Edoardo Affini     | Selle Italia-Cieffe-Ursus |
| Cees Bol           | Rabobank Development      |
| Gabriel Cullaigh   | 100% me                   |
| Hartthijs de Vries | Rabobank Development      |
| Lucas Eriksson     |                           |
| Adriaan Janssen    | Jo Piels                  |
| Peter Lenderink    | Rabobank Development      |
| Jan Maas           | Rabobank Development      |
| Alex Peters        | Sky                       |
| Ide Schelling      | Monkey Town               |
| Stephen Williams   | JLT Condor                |

| Départs           | Équipe 2017                    |
| ----------------- | ------------------------------ |
| Tim Ariesen       | Roompot-Nederlandse Loterij    |
| Magnus Bak Klaris | ColoQuick-Cult                 |
| Jenthe Biermans   | Katusha-Alpecin                |
| Zhi Hui Jiang     |                                |
| Mathias Jørgensen | Giant-Castelli                 |
| Jack Maddux       |                                |
| Freddy Ovett      | Caja Rural-Seguros RGA amateur |
| Nick Schultz      | Caja Rural-Seguros RGA         |

## Coureurs et encadrement technique

### Effectif
| Cycliste            | Date de naissance | Nationalité | Équipe 2016               |  |
| ------------------- | ----------------- | ----------- | ------------------------- |  |
| Edoardo Affini      | 24 juin 1996      | Italie      | Selle Italia-Cieffe-Ursus |  |
| Cees Bol            | 27 juillet 1995   | Pays-Bas    | Rabobank Development      |  |
| Gabriel Cullaigh    | 8 avril 1996      | Royaume-Uni | 100% me                   |  |
| Martijn de Jong     | 24 mai 1995       | Pays-Bas    | SEG Racing Academy        |  |
| Hartthijs de Vries  | 11 juillet 1996   | Pays-Bas    | Rabobank Development      |  |
| Lucas Eriksson      | 10 avril 1996     | Suède       |                           |  |
| Henrik Evensen      | 17 novembre 1994  | Norvège     | SEG Racing Academy        |  |
| Fabio Jakobsen      | 31 août 1996      | Pays-Bas    | SEG Racing Academy        |  |
| Adriaan Janssen     | 12 décembre 1995  | Pays-Bas    | Jo Piels                  |  |
| Marten Kooistra     | 18 octobre 1997   | Pays-Bas    | SEG Racing Academy        |  |
| Peter Lenderink     | 11 février 1996   | Pays-Bas    | Rabobank Development      |  |
| Jan Maas            | 19 février 1996   | Pays-Bas    | Rabobank Development      |  |
| Alex Peters         | 31 mars 1994      | Royaume-Uni | Sky                       |  |
| Ide Schelling       | 6 février 1998    | Pays-Bas    | Monkey Town               |  |
| Julius van den Berg | 23 septembre 1996 | Pays-Bas    | SEG Racing Academy        |  |
| Stephen Williams    | 9 juin 1996       | Royaume-Uni | JLT Condor                |  |

## Bilan de la saison

### Victoires
| Date       | Course                        | Pays   | Classe | Vainqueur      |
| ---------- | ----------------------------- | ------ | ------ | -------------- |
| 21/03/2017 | 2e étape du Tour de Normandie | France | 2.2    | Fabio Jakobsen |